# Dirck Beheydt
Dirck Beheydt (Izegem, Flandes Occidental, Bélgica, 17 de octubre de 1951) es un exfutbolista belga. Se desempeñaba en las posición de delantero. Con sus 99 goles en 270 partidos es el tercer máximo goleador de la historia del Cercle Brugge, tras Marcel Pertry y Josip Weber.

## Selección nacional
Fue internacional con la Selección de fútbol de Bélgica en una ocasión el 26 de enero de 1977 contra Italia, partido celebrado en Roma que finalizó 2-1 para el combinado italiano.

## Clubes
| Club          | País    | Año         |
| ------------- | ------- | ----------- |
| Cercle Brugge | Bélgica | 1975 - 1984 |
| KRC Harelbeke | Bélgica | 1984 - 1986 |

## Palmarés

### Campeonatos nacionales
| Título                      | Club          | País    | Año  |
| --------------------------- | ------------- | ------- | ---- |
| Segunda División de Bélgica | Cercle Brugge | Bélgica | 1979 |